# Championnat de Tunisie masculin de handball 2002-2003
Navigation
Saison précédente 2001-2002 Saison suivante 2003-2004
La saison 2002-2003 du championnat de Tunisie masculin de handball est la 48e édition de la compétition. Elle est disputée en trois phases : la première en deux poules en vue de classer les clubs, la seconde, phase intermédiaire, est disputée en deux poules pour les clubs classés de trois à six lors de la première phase, pour désigner deux clubs pour rejoindre le play-off et six pour disputer le play-out lors de la troisième phase.
L'Étoile sportive du Sahel conserve son titre de champion avec un point d'avance sur le Club africain qui remporte la coupe de Tunisie aux dépens de l'Espérance sportive de Tunis. En bas du tableau, les relégués sont El Baath sportif de Béni Khiar et Jendouba Sports.

## Clubs participants
- Association sportive d'Hammamet
- Club africain
- El Baath sportif de Béni Khiar
- El Makarem de Mahdia
- Espérance sportive de Tunis
- Étoile sportive du Sahel
- Jendouba Sports
- Jeunesse sportive kairouanaise
- Sporting Club de Moknine
- Stade sportif midien
- Union sportive sayadie
- Union sportive témimienne

## Compétition
Le barème de points servant à établir le classement se décompose ainsi :
- Victoire : 3 points
- Match nul : 2 points
- Défaite : 1 point
- Forfait et match perdu par pénalité : 0 point

### Première phase
Le premier de chaque poule bénéficie d'un point de bonus et se qualifie directement avec le deuxième au play-off, alors que les autres clubs disputent la seconde phase.
- Poule A

|   | Équipe                             | Pts | J  | G | N | P | Bp  | Bc  | Diff |
| - | ---------------------------------- | --- | -- | - | - | - | --- | --- | ---- |
| 1 | Étoile sportive du Sahel (T)       | 26  | 10 | 8 | 0 | 2 | 305 | 218 | 87   |
| 2 | Association sportive d'Hammamet    | 22  | 10 | 6 | 0 | 4 | 303 | 242 | 61   |
| 3 | Stade sportif midien               | 18  | 10 | 4 | 0 | 6 | 265 | 298 | -33  |
| 4 | Union sportive sayadie             | 16  | 10 | 2 | 2 | 6 | 273 | 314 | -41  |
| 5 | Jeunesse sportive kairouanaise (P) | 15  | 10 | 1 | 3 | 6 | 268 | 297 | -29  |
| 5 | Union sportive témimienne          | 15  | 10 | 1 | 3 | 6 | 264 | 300 | -36  |

|  | Qualifié pour le play-off                                                                              |
|  | (T) Tenant du titre (C) Vainqueur de la coupe de Tunisie 2001-2002 (P) Club promu de deuxième division |

- Poule B

|   | Équipe                          | Pts | J  | G | N | P | Bp  | Bc  | Diff |
| - | ------------------------------- | --- | -- | - | - | - | --- | --- | ---- |
| 1 | Club africain                   | 28  | 10 | 9 | 0 | 1 | 287 | 235 | 52   |
| 2 | Espérance sportive de Tunis (C) | 28  | 10 | 9 | 0 | 1 | 286 | 227 | 59   |
| 3 | El Baath sportif de Béni Khiar  | 17  | 10 | 3 | 1 | 8 | 297 | 315 | -18  |
| 4 | Jendouba Sports                 | 17  | 10 | 3 | 1 | 8 | 249 | 294 | -45  |
| 5 | El Makarem de Mahdia            | 16  | 10 | 3 | 0 | 9 | 231 | 259 | -28  |
| 6 | Sporting Club de Moknine (P)    | 14  | 10 | 1 | 2 | 7 | 277 | 306 | -29  |

|  | Qualifié pour le play-off                                                                              |
|  | (T) Tenant du titre (C) Vainqueur de la coupe de Tunisie 2001-2002 (P) Club promu de deuxième division |

### Deuxième phase
Le premier de chaque poule se qualifie au play-off. Les autres disputent le play-out avec un point de bonus pour les seconds.
- Poule A

|   | Équipe                         | Pts | J | G | N | P | Bp  | Bc  | Diff |
| - | ------------------------------ | --- | - | - | - | - | --- | --- | ---- |
| 1 | El Makarem de Mahdia           | 18  | 6 | 6 | 0 | 0 | 162 | 128 | 34   |
| 2 | Jeunesse sportive kairouanaise | 14  | 6 | 4 | 0 | 2 | 169 | 149 | 20   |
| 3 | Stade sportif midien           | 9   | 6 | 1 | 1 | 4 | 166 | 175 | -9   |
| 4 | Jendouba Sports                | 7   | 6 | 0 | 1 | 5 | 137 | 177 | -40  |

|  | Qualifié pour le play-off |
|  | Qualifié pour le play-out |

- Poule B

|   | Équipe                         | Pts | J | G | N | P | Bp  | Bc  | Diff |
| - | ------------------------------ | --- | - | - | - | - | --- | --- | ---- |
| 1 | Sporting Club de Moknine       | 15  | 6 | 4 | 1 | 1 | 177 | 169 | 8    |
| 2 | Union sportive témimienne      | 11  | 6 | 2 | 1 | 3 | 174 | 175 | -1   |
| 3 | Union sportive sayadie         | 11  | 6 | 2 | 1 | 3 | 176 | 177 | -1   |
| 4 | El Baath sportif de Béni Khiar | 11  | 6 | 2 | 1 | 3 | 184 | 190 | -6   |

|  | Qualifié pour le play-off |
|  | Qualifié pour le play-out |